# Alfred Kuppelmayer
Alfred Kuppelmayer (* 20. Januar 1918 in Augsburg; † 2. Juli 1977) war ein deutscher Musiklehrer und Komponist.

## Leben
Alfred Kuppelmayer studierte an der Staatlichen Akademie der Tonkunst München zwischen 1936 und 1940. Nach dem Kriegsdienst während des Zweiten Weltkriegs zog er zuerst zurück nach Augsburg und wirkte als Chorleiter. 1948 siedelte er dann nach Lindau (Bodensee) um, wo er am dortigen Gymnasium bis zu seinem Lebensende als Musiklehrer arbeitete.
Alfred Kuppelmayer starb 1977 bei einem Motorradunfall.
Kuppelmayer erhielt 1955 den Valentin-Becker-Preis für eine seiner Chorkompositionen.

## Kompositionen (Auswahl)
- Miniatures musicales für Altblockflöte (oder Querflöte) und Viola op. 29
- Streichtrio op. 31
- Werke für Chor[1]